# Alfa Centauro/Aventura
Alfa Centauro/Aventura é o terceiro LP da discografia do roqueiro brasileiro Serguei. Foi lançado como compacto simples pelo selo Orange Discos em 1969.
As músicas foram gravadas com o acompanhamento da banda "The Cougars". Segundo o portal Senhor F a música "Alfa Centauro é um flerte com o tropicalismo, sem perder a acidez".

## Faixas
Lado A - Alfa Centauro

Lado B - Aventura